# Данріт (Індіана)
Данріт (англ. Dunreith) — місто (англ. town) в США, в окрузі Генрі штату Індіана. Населення — 171 особа (2020).

## Географія
Данріт розташований за координатами 39°48′10″ пн. ш. 85°26′12″ зх. д. / 39.80278° пн. ш. 85.43667° зх. д. (39.802804, -85.436671).  За даними Бюро перепису населення США в 2010 році місто мало площу 0,33 км², уся площа — суходіл.

## Демографія
Згідно з переписом 2010 року, у місті мешкало 177 осіб у 78 домогосподарствах у складі 54 родин. Густота населення становила 535 осіб/км².  Було 88 помешкань (266/км²).
Расовий склад населення:
| - 88,1 % — білих - 2,8 % — азіатів - 0,6 % — корінних американців - 0,6 % — чорних або афроамериканців - 5,1 % — осіб інших рас |

До двох чи більше рас належало 2,8 %. Частка іспаномовних становила 4,5 % від усіх жителів.
За віковим діапазоном населення розподілялося таким чином: 17,5 % — особи молодші 18 років, 63,9 % — особи у віці 18—64 років, 18,6 % — особи у віці 65 років та старші. Медіана віку мешканця становила 46,5 року. На 100 осіб жіночої статі у місті припадало 90,3 чоловіків;  на 100 жінок у віці від 18 років та старших — 84,8 чоловіків також старших 18 років.
Середній дохід на одне домашнє господарство  становив 46 185 доларів США (медіана — 45 417), а середній дохід на одну сім'ю — 48 778 доларів (медіана — 45 625). За межею бідності перебувало 29,3 % осіб, у тому числі 35,0 % дітей у віці до 18 років та 9,4 % осіб у віці 65 років та старших.
Цивільне працевлаштоване населення становило 81 осіб. Основні галузі зайнятості: виробництво — 22,2 %, освіта, охорона здоров'я та соціальна допомога — 21,0 %, мистецтво, розваги та відпочинок — 13,6 %, будівництво — 13,6 %.